# Релігія в Миколаєві
Релігія в Миколаєві — обласному центрі Миколаївської області, представлена різними релігіями, конфесіями, напрямками та течіями.

## Історія

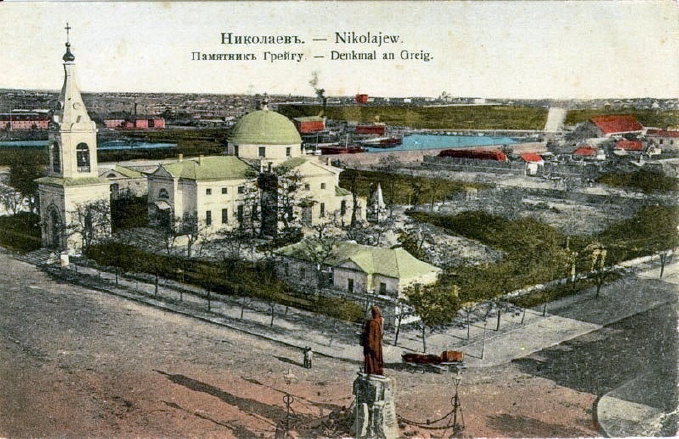
Адміралтейський собор у Миколаєві на поштовій листівці початку XX століття

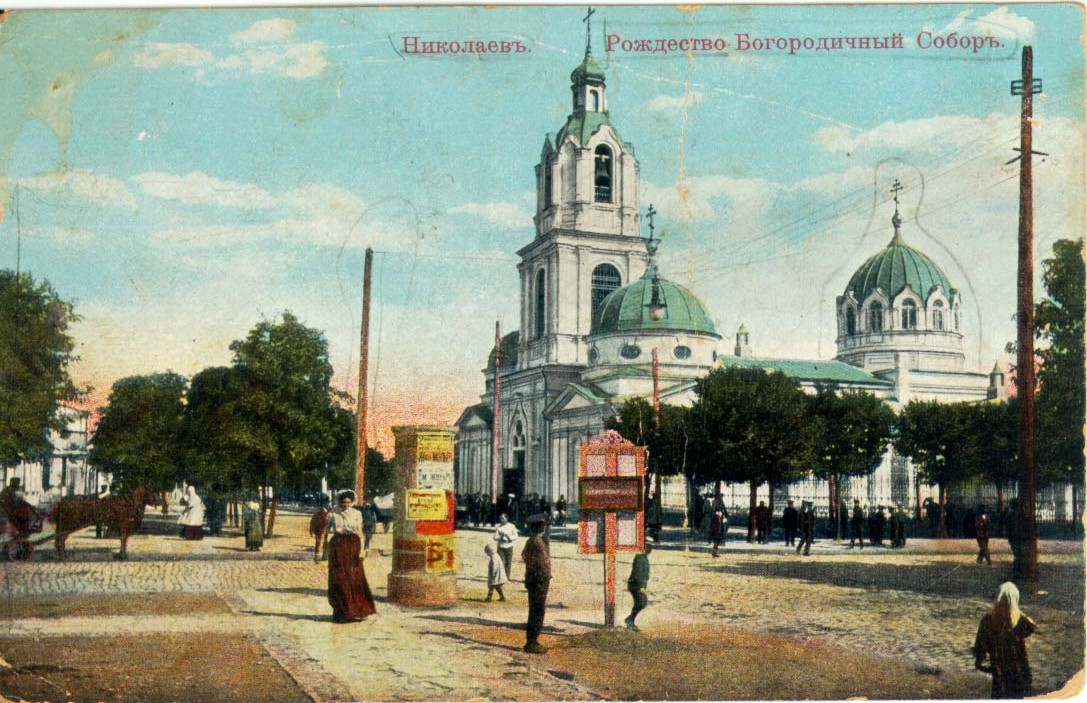
Собор Різдва Богородиці на дореволюційній поштовій листівці

### Православ'я
Перша церква на території сучасного Миколаєва була споруджена, імовірно, в 1773 році у Вітовці (нині Корабельний район Миколаєва). Це була Церква Богоявлення Господня. У 1791 році на її місці була споруджена дерев'яна п'ятибанна церква, яка згодом була перебудована в кам'яну.
Миколаїв був заснований у 1789 році і отримав назву на честь покровителя мореплавців Святого Миколая. Того ж року за наказом князя Потьомкіна було закладено першу кам'яну церкву. Будівництво розпочалося в 1790 році за рахунок міської скарбниці і було завершено через чотири роки. 30 жовтня 1794 року відбулось її освячення в ім'я Святого Мученика Григорія Великої Вірменії (його ім'я носив князь Григорій Потьомкін). У 1798 році храм одержав статус Адміралтейського собору. Це був перший собор Миколаєва.
Перша дерев'яна церква (грецька) в тогочасному Миколаєві з'явилася в 1790 році на пожертви грецької громади й була освячена в ім'я Святого Миколая. Вона розташовувалась на розі нинішніх вулиць Пушкінської та Потьомкінської і діяла до середини XIX століття.
У 1793 році за наказом адмірала М. С. Мордвинова побудували кам'яну Свято-Миколаївську церкву в новозаснованому селищі Велика Корениха (нині входить до складу Заводського району Миколаєва). У 1795 році в селищі Матвіївка (нині входить до складу Центрального району Миколаєва) зведена кам'яна церква в ім'я апостолів Петра і Павла. У 1799 році заклали і в 1800 році за рахунок коштів, що пожертвували російські купці, на розі вулиць Потьомкінської та Лягіна побудували однопрестольну кам'яну церкву, яку освятили на честь Різдва Пресвятої Богородиці. Згодом до неї прибудували ще два приділи.
У 1807 році на міському цвинтарі була закладена, а наступного року побудована і освячена ще одна церква — Всіх Святих.
У 1808 році почалося будівництво нової кам'яної Грецької церкви, оскільки стара дерев'яна церква не відповідала потребам прихожан. Церква будувалася на пожертвування населення міста, роботи були завершені в 1817 році. Нині це — Свято-Нікольський собор.
У 1825 році на території тогочасного Миколаєва було вже шість церков. Окрім парафіяльних, будувалися домові храми при навчальних закладах і військових частинах. До Жовтневого перевороту в Миколаєві діяло 26 православних церков і 3 молитовні будинки. За часів СРСР більшість з них було або закрито, або повністю зруйновано. Руйнування тривало до середини 1980-х років.
1948 року утворилася Кіровоградсько-Миколаївська єпархія в нових адміністративно-територіальних кордонах. До її складу увійшов Миколаїв і частина нинішньої області. Правлячі архієреї мали титул «Кіровоградський і Миколаївський». Після утворення єпархії з адміністративним центром у Миколаєві в області активніше почало відроджуватися церковне життя.

### Іслам
У 1796 році в Тернівці, що тоді була окремим поселенням і де тоді мешкали з 1792 року османи, які потрапили в полон під час російсько-турецької війни (1787—1792) і які забажали залишитися в Російській імперії була зведена мечеть. Мечеть була кам'яна з двома мінаретами. У 1802 році турки переселилися до міста Карасу-Базар (нині місто Білогірськ в Криму), а в Тернівку того ж року прибули болгарські переселенці. Через рік відбулося освячення мечеті, яка стала православною церквою Успіння Пресвятої Богородиці.
Ще одна мечеть в місті була побудована на кошти Морського Міністерства Російської імперії для «суспільства військових мусульман Миколаївського морського порту». У лютому 1862 року Миколаївський морський порт передав спільноті територію напівзруйнованої колишньої жіночої лікарні під № 169 (номер ділянки, на якій знаходилась лікарня). У доповідній і пояснювальній записках головного архітектора міста Гольштина, спрямованих в Управління у справах архітектури при РНК УРСР в 1945 році є відомості про те, що мечеть повністю знищена, залишився тільки мінарет, «хоча в дуже занедбаному і ветхому стані», в якому знаходився тригонометричний пункт. Згідно з «Актом обстеження татарської мечеті архітектором-консультантом у справах архітектури при Раді Міністрів УРСР Д. Криворучко», який було складено 17 серпня 1946 року, мечеть була розібрана місцевими жителями в 1920-их роках, а мінарет, що залишився, перебував у занедбаному вигляді. Згодом вежа мінарету була визнана пам'ятником культури місцевого значення.

## Обласні релігійні центри в Миколаєві
- Миколаївська єпархія Української православної церкви Московського патріархату (вул. Фалєєвська, 4)
- Миколаївська єпархія Української православної церкви Київського патріархату (вул. Садова, 12)
- Обласне об'єднання церков євангельських християн баптистів (вул. Степова, 35-6)
- Обласне об'єднання церков християн віри євангельської (вул. Курортна, 1)
- Південна Конференція Адвентистів Сьомого Дня (вул. 5-а Інгульска, 19-а)